# Oberliga 1953-1954
L'edizione 1953-54 della Oberliga vide la vittoria finale dell'Hannover 96.

## Classifica finale

### Gruppo 1
|  | Pos. | Squadra          | Pt | G | V | N | P | GF | GS | DR |
|  | ---- | ---------------- | -- | - | - | - | - | -- | -- | -- |
|  | 1.   | Hannover 96      | 4  | 2 | 2 | 0 | 0 | 5  | 2  |    |
|  | 2.   | Stoccarda        | 2  | 2 | 1 | 0 | 1 | 4  | 3  |    |
|  | 3.   | Berliner SV 1892 | 0  | 2 | 0 | 0 | 2 | 1  | 5  |    |

| Arbitro: | Jacobi |

|             |           |                    |
| Karlsch 82’ | Marcatori | 5’ Tkotz 83’ Kruhl |

| Arbitro: | Schreiber |

|                                |           |  |
| Waldner 35’ Baitinger 60’, 69’ | Marcatori |  |

| Arbitro: | Pennig |

|                              |           |               |
| Paetz 32’, 43’ Zielinski 46’ | Marcatori | 50’ Baitinger |

### Gruppo 2
|  | Pos. | Squadra               | Pt | G | V | N | P | GF | GS | DR |
|  | ---- | --------------------- | -- | - | - | - | - | -- | -- | -- |
|  | 1.   | Kaiserslautern        | 4  | 2 | 2 | 0 | 0 | 5  | 3  |    |
|  | 2.   | Colonia               | 2  | 2 | 1 | 0 | 1 | 6  | 6  |    |
|  | 3.   | Eintracht Francoforte | 0  | 2 | 0 | 0 | 2 | 2  | 4  |    |

| Arbitro: | Ternieden |

|            |           |  |
| Walter 82’ | Marcatori |  |

| Arbitro: | Eix |

|                                 |           |                           |
| Stollenwerk 31’, 39’ Dörner 50’ | Marcatori | 25’ Heilig 55’ Weilbächer |

| Arbitro: | Winkler |

|                                                       |           |                                          |
| Walter 32’ (rig.) Scheffler 43’ Wenzel 48’ Walter 68’ | Marcatori | 63’ Schäfer 79’ Nordmann 83’ Stollenwerk |

### Finale scudetto
| Arbitro: | Schmetzer |

|                                                                                 |            |                                                                                   |
| Tkotz 45’ Kohlmeyer 48’ (aut.) Wewetzer 77’ Kruhl 81’ Paetz 84’                 | Marcatori  | 13’ Eckel                                                                         |
| Krämer Kirk Geruschke Bothe Müller Gehrcke Zielinski Wewetzer Tkotz Paetz Kruhl | Formazioni | Hölz Liebrich Kohlmeyer Baßler Walter Render Eckel Wenzel Wanger Walter Scheffler |
| Kronsbein                                                                       | Allenatori | Schneider                                                                         |

## Verdetti
| Campione di Germania Ovest 1953-54 |
| ---------------------------------- |
| Hannover 96 2º titolo              |